# 前進チャンネル
前進チャンネル（ぜんしんチャンネル）は、2017年5月30日に開設された、中核派系全学連の活動家によるYouTubeチャンネル。

## 概要
中核派の機関紙である『前進』（前進社）の紙面の解説・デモや集会を紹介する動画を配信するYouTubeチャンネルである。渋谷暴動事件の被疑者である大坂正明とされる人物が逮捕されたことを受けて2017年5月末に開設された。出演者は斎藤郁真、洞口朋子ら同派全学連の活動家。チャンネルの運営は中核派の公然拠点である前進社内で行われている。紙面の発行に合わせて週に2回（現在は紙面の発行頻度変更に伴い週1回）動画が公開される。
チャンネル開設当初よりインターネットを通じた解説動画の配信を「中核派の新たな挑戦」と説明しており、若年層に親しみやすくする狙いがあると表明している。
同派全学連委員長斎藤郁真（当時）が第48回衆議院議員総選挙に出馬した際、立候補表明の第一報も前進チャンネルを通して行われ、同選挙期間中には「衆院選特別編」として選挙活動の様子を紹介する動画を毎日配信した。伴博望はこの選挙期間中の前進チャンネルについて、青年活動家の露出を増やし若者受けしやすく演出した宣伝戦略には、世代交代を控えた中核派の若者層獲得への焦りが現れていると分析している。
出演者である洞口朋子がインタビューに答えたところによると、視聴者層は10代から20代であり、前進チャンネル外での活動中に若い視聴者から声を掛けられることもあるという。「選択」誌は左翼活動関係者の談話として、前進チャンネルが若年層の獲得に「相当な威力を発揮している」と報じている。2018年に同派全学連委員長に就任した高原恭平は、AERA dot.の取材に対して、中核派に加入した理由の一つとして「前進チャンネル」などの宣伝の質の向上を見たことをあげている。
視聴者から募った質問に活動家が返答する動画が人気であり、その動画は2018年11月時点で再生回数が3万回以上にのぼる。NG集や視聴者プレゼント企画など、エンタメ風に面白く作られた動画も投稿されている。辻田真佐憲はこうした動画について、オウム真理教やイスラム国の手法を彷彿とさせるもので侮ることは出来ないと評している。2018年6月に公開された、中核派の公然拠点である前進社内部を紹介する動画もインターネット上で反響を呼んだ。
前進チャンネルの内容について「情況」誌編集部は、同じくインターネット上で配信されている政治的内容の番組である「イシバチャンネル」（石破茂）や小沢一郎・山本太郎の会見動画と比較し、わかりやすく簡潔ながら飽きない作りになっていると評している。
2018年11月に同派全学連活動家2名が建造物侵入の疑いで警視庁に逮捕された際には、逮捕された2名は前進チャンネルの編集者と出演者であるとしたうえで、「前進チャンネル潰しの逮捕」と主張する動画を配信した。
2019年11月30日には元首相の中曽根康弘が亡くなったことを受けて「祝!!中曽根死亡」というタイトルの動画をアップした。その中で、中曽根内閣で実施された国鉄分割民営化の過程で多くの国鉄職員が自殺に追い込まれたことを踏まえ、「一緒に祝杯をあげよう」と「中曽根の死を祝って乾杯」をあげた。